# Font del Recau
La Font del Recau és una font del terme municipal de Sant Esteve de la Sarga, del Pallars Jussà, dins del territori del poble d'Alzina.
Està situada a 849 m d'altitud, al sud-oest del poble d'Alzina, en els contraforts meridionals de la Serra d'Alzina. És al sud i més ensota de la Masia.